# Killjoy
Killjoy – polski zespół heavymetalowy, który pochodzi z Rudy Śląskiej.
Pod nazwą Killjoy zespół istnieje od 1998 roku (wcześniej jako Mystic Side). Początkowo różnił się też skład kapeli, perkusistą był Adrian Ruda. Zakończył on swoją karierę w zespole w 2000 a zastąpił go Marcin Bruner. W tym czasie zespół zdążył zarejestrować trzy dema (Invite Us To Your Party, Killjoy Happens i Acces Denied). W roku 2002 w Mamut Studio nagrano kolejne demo zatytułowane A drug called reality. Latem 2004 roku w studiu ZED zespół nagrał minialbum Back To The Past, który ukazał się w tym samym roku. W 2007 rok ukazał się album zatytułowany Enemigo, w listopadzie tego samego roku z zespołu odszedł perkusista Marcin "Bruno" Bruner, którego zastąpił Marcel Szumowski.
29 sierpnia 2008 roku Bruner były perkusista Killjoy zginął w wypadku motocyklowym w Rudzie Śląskiej.

## Muzycy

### Obecny skład zespołu
- Adam Rogowicz – gitara (1998-)
- Marek Ludwicki – gitara (1998-)
- Aleksander Zagdański – bas (2018-)

### Byli członkowie zespołu
- Wojciech Bujoczek (zmarły) – wokal (1998-2018)
- Wojciech Gajda - bas (1998-2010)
- Marcel Szumowski – perkusja (2007-2015)
- Jakub Loranty - bas (2012-2014)
- Marcin "Bruno" Bruner (zmarły) - perkusja (2000-2007)
- Adrian Ruda - perkusja (1998-2000)

## Dyskografia

### Dema
- Access Denied (2000)
- ...A Drug Called Reality (2002)

### Minialbumy
- Back To The Past (2004)

### Albumy
- Enemigo (2006)
- Licensed To Sin (2012) Wytwórnia RDS Music